# ويليام إدوين هوي
ويليام إدوين هوي (بالإنجليزية: William Edwin Hoy)‏ هو مبشر أمريكي، ولد في 4 يونيو 1858 في ميفلينبورغ في الولايات المتحدة، وتوفي في 3 مارس 1927.